# Pisola
Pisola là một chi bướm ngày thuộc họ Bướm nâu.